# Leblon
Leblon is een buurt in de zuidzone (Zona Sul) van de Braziliaanse stad Rio de Janeiro. De naam is afkomstig van een Franse koloniale plantage-eigenaar Le Blond, die dit gebied bezat. De buurt wordt in het noorden begrensd door de wijk Gávea en in het westen door de oprijzende heuvel Dois Irmãos ("twee broers"; naar de gespleten top).

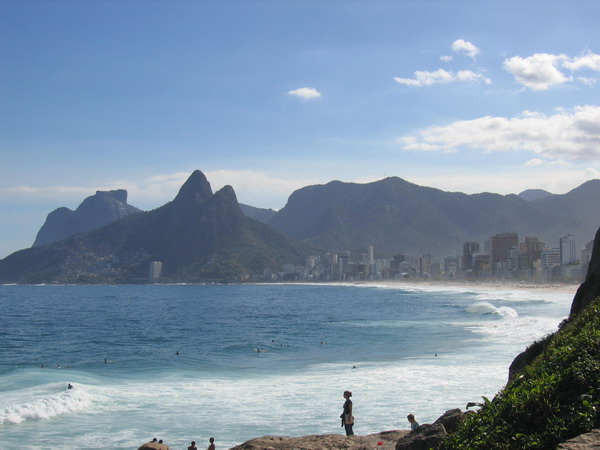
gezicht op Leblon en Ipanema gezien vanaf Arpoador

Het karakter van deze buurt lijkt sterk op dat van Ipanema, zelfs nog exclusiever. De wijk is dan ook bewoond door de rijkste en belangrijkste personen van Rio. Het strand is er iets rustiger dan het trendy strand van Ipanema. Er komen meer moeders met kinderen en het aantal zonne-uren is er ook iets kleiner, doordat de zon achter de aangrenzende heuvels verdwijnt.
Begin 21e eeuw heeft Leblon een renaissance doorgemaakt in de retailsector; de grondprijzen zijn er gestegen en er zijn veel dure winkels (boutiques) en eetgelegenheden verschenen. Een goed voorbeeld is de Rua Dias Ferreira, waar zich veel cafés, boekenwinkels en Japanse restaurants hebben gevestigd.

## Verkeer en vervoer

### Metro
| Station                                    | Lijn |
| ------------------------------------------ | ---- |
| Station Estação Jardim de Alah / Leblon    |      |
| Station Estação Antero de Quental / Leblon |      |